# Trevoh Chalobah
Trevoh Thomas Chalobah (ur. 5 lipca 1999 we Freetown) – angielski piłkarz sierraleońskiego pochodzenia, występujący na pozycji obrońcy w angielskim klubie  Chelsea. W trakcie swojej kariery grał także w takich zespołach, jak Ipswich Town, Huddersfield Town oraz Lorient. Młodzieżowy reprezentant Anglii. Młodszy brat Nathaniela Chalobaha.